# یواس‌اس اکومک (وای‌تی‌بی-۸۱۲)
یواس‌اس اکومک (وای‌تی‌بی-۸۱۲) (به انگلیسی: USS Accomac (YTB-812)) یک کشتی است که طول آن ۱۰۹ فوت (۳۳ متر) می‌باشد. این کشتی در سال ۱۹۷۱ ساخته شد.